# Гойчин Църноевич
Гойчин Църноевич (на сръбски: Гојчин Црнојевић) (1398 – след 1451) г.) е сръбски феодал от XV век.

## Произход
Гойчин Църноевич е вторият син на Георги III Църноевич и брат на Стефан I Църноевич. Появява се в изворите през 1431 г. като владетел на Зета, първоначално в качеството на васал на сръбското деспотство, докато не въстава срещу деспот Стефан Лазаревич. Изчезва от историческите източници през 1451 г.
Баща му и чичо му Алекси заемат високо положение в двора на Балша III и владеят земите около Лущица и хълмовете над Котор и Будва. Първоначално Гойчин носи титлата княз, а по-късно войвода.
Гойчин Църноевич поддържа добри отношения с Република Дубровник и става неин гражданин през юли 1444 г. Той и двамата му по-малки братя се оттеглят във Венеция, след като по-големият им брат сключва съюз със Стефан Косача.
Гойчин Църноевич има син Александър (наричан за кратко „Алекса“ или „Лека“).